# 청담보살
"청담보살"은 2009년에 개봉한 대한민국의 영화이다.

## 캐스팅
- 임창정 : 승원 역
- 박예진 : 태랑 역
- 김희원 : 병수 역
- 서영희 : 지혜 역
- 서유정 : 주영 역
- 이준혁 : 호준 역
- 양택조 : 승원 부 역
- 이용이 : 승원 모 역
- 박효주 : 수정 역
- 안홍진 : 지형 역
- 김기천 : 박수무당 역
- 홍순창 : 한강 점집 노인 역
- 김철민 : 중국음식점 종업원 역
- 김도연 : 승원 여동생 역
- 전민서 : 어린 태랑 역
- 조성희 : 호준 친구 1 역
- 박미선 : 40대 여 역
- 장정희 : 승원 집주인 여 역
- 김하균 : 관리반장 역
- 김양우 : 손 사장 역
- 길해연 : 승원 형수 역
- 정성화 : 보험사 직원 역
- 김생민 : 개그맨 리포터 역
- 정수영 : 눈물 여 역
- 곽재문 : 환자 1 역
- 최재환 : 환자 2 역
- 정민지 : 처녀귀신 역
- 이철민 : 인상 남 역
- 정석권 : 안경 남 역
- 정민성 : PD 역
- 김수미 : 태랑 모 역 (특별출연)
- 현영 : 유명 배우 역 (특별출연)
- 박휘순 : 징크스 남 역 (특별출연)
- 에바 포피엘 : 여자 손님 역 (특별출연)